# Континуанта (математика)
В алгебрі, континуанта —це многочлен, що представляє визначник тридіагональної матриці і застосовується в узагальнених неперервних дробах.

## Означення
n-а континуанта {\displaystyle K_{n}(x_{1},\;x_{2},\;\ldots ,\;x_{n})} рекурсивно визначається так
{\displaystyle K_{0}=1;\,}
{\displaystyle K_{1}(x_{1})=x_{1};\,}
{\displaystyle K_{n}(x_{1},\;x_{2},\;\ldots ,\;x_{n})=x_{n}K_{n-1}(x_{1},\;x_{2},\;\ldots ,\;x_{n-1})+K_{n-2}(x_{1},\;x_{2},\;\ldots ,\;x_{n-2}).\,}

## Властивості
- Континуанту {\displaystyle K_{n}(x_{1},\;x_{2},\;\ldots ,\;x_{n})} можна обчислити взявши суму всіх можливих добутків x1,...,xn, в яких вилучена будь-яка кількість неперетинних пар послідовних елементів (Правило Ейлера). Наприклад,
{\displaystyle K_{5}(x_{1},\;x_{2},\;x_{3},\;x_{4},\;x_{5})=x_{1}x_{2}x_{3}x_{4}x_{5}\;+\;x_{3}x_{4}x_{5}\;+\;x_{1}x_{4}x_{5}\;+\;x_{1}x_{2}x_{5}\;+\;x_{1}x_{2}x_{3}\;+\;x_{1}\;+\;x_{3}\;+\;x_{5}.}

З цього випливає, що континуанти інваріантні щодо обернення порядку невідомих: {\displaystyle K_{n}(x_{1},\;\ldots ,\;x_{n})=K_{n}(x_{n},\;\ldots ,\;x_{1}).}
- Континуанту можна обчислити як визначник тридіагональної матриці:
{\displaystyle K_{n}(x_{1},\;x_{2},\;\ldots ,\;x_{n})=\det {\begin{pmatrix}x_{1}&1&0&\cdots &0\\-1&x_{2}&1&\ddots &\vdots \\0&-1&\ddots &\ddots &0\\\vdots &\ddots &\ddots &\ddots &1\\0&\cdots &0&-1&x_{n}\end{pmatrix}}.}

- {\displaystyle K_{n}(1,\;\ldots ,\;1)=F_{n+1}}, це (n+1)-ше число Фібоначчі.
- {\displaystyle {\frac {K_{n}(x_{1},\;\ldots ,\;x_{n})}{K_{n-1}(x_{2},\;\ldots ,\;x_{n})}}=x_{1}+{\frac {K_{n-2}(x_{3},\;\ldots ,\;x_{n})}{K_{n-1}(x_{2},\;\ldots ,\;x_{n})}}.}
- Співвідношення континуант представляє (підхідні дроби) неперервний дріб так:
{\displaystyle {\frac {K_{n}(x_{1},\;\ldots ,x_{n})}{K_{n-1}(x_{2},\;\ldots ,\;x_{n})}}=[x_{1};\;x_{2},\;\ldots ,\;x_{n}]=x_{1}+{\frac {1}{\displaystyle {x_{2}+{\frac {1}{x_{3}+\ldots }}}}}.}
- Виконується така матрична тотожність:
{\displaystyle {\begin{pmatrix}K_{n}(x_{1},\;\ldots ,\;x_{n})&K_{n-1}(x_{1},\;\ldots ,\;x_{n-1})\\K_{n-1}(x_{2},\;\ldots ,\;x_{n})&K_{n-2}(x_{2},\;\ldots ,\;x_{n-1})\end{pmatrix}}={\begin{pmatrix}x_{1}&1\\1&0\end{pmatrix}}\times \ldots \times {\begin{pmatrix}x_{n}&1\\1&0\end{pmatrix}}}.
  - Для визначників це означає, що
{\displaystyle K_{n}(x_{1},\;\ldots ,\;x_{n})\cdot K_{n-2}(x_{2},\;\ldots ,\;x_{n-1})-K_{n-1}(x_{1},\;\ldots ,\;x_{n-1})\cdot K_{n-1}(x_{2},\;\ldots ,\;x_{n})=(-1)^{n}.}
  - і також
{\displaystyle K_{n-1}(x_{2},\;\ldots ,\;x_{n})\cdot K_{n+2}(x_{1},\;\ldots ,\;x_{n+2})-K_{n}(x_{1},\;\ldots ,\;x_{n})\cdot K_{n+1}(x_{2},\;\ldots ,\;x_{n+2})=(-1)^{n+1}x_{n+2}.}

## Узагальнення
Узагальнене визначення визначає континуанту за допомогою трьох послідовностей a, b і c, так що K(n) є многочленом від a1,...,an, b1,...,bn−1 і c1,...,cn−1.  Тут рекурентне співвідношення набуває вигляду
{\displaystyle K_{0}=1;\,}
{\displaystyle K_{1}=a_{1};\,}
{\displaystyle K_{n}=a_{n}K_{n-1}-b_{n-1}c_{n-1}K_{n-2}.\,}
Оскільки br і cr входять в K лише як добуток brcr, то без втрати загальності можна вважати, що всі br рівні 1.
Узагальнена котинуанта є визначником тридіагональної матриці
{\displaystyle {\begin{pmatrix}a_{1}&b_{1}&0&\ldots &0&0\\c_{1}&a_{2}&b_{2}&\ldots &0&0\\0&c_{2}&a_{3}&\ldots &0&0\\\vdots &\vdots &\vdots &\ddots &\vdots &\vdots \\0&0&0&\ldots &a_{n-1}&b_{n-1}\\0&0&0&\ldots &c_{n-1}&a_{n}\end{pmatrix}}.}